# Gran Manta Azul

Diagrama de la táctica "Gran Manta Azul". Los buques de guerra de la avanzada utilizan sus radares para detectar el avance de las aeronaves japonesas, informan la posición y el curso a los aviones aliados que patrullan la zona, los cuales interceptarían a los aviones antes de que se estrellen en contra de los barcos aliados.

La Gran Manta Azul fue un sistema desarrollado por John Thach durante la Segunda Guerra Mundial para proteger los buques de guerra de los ataques kamikaze de los aviones japoneses.

## Historia y táctica

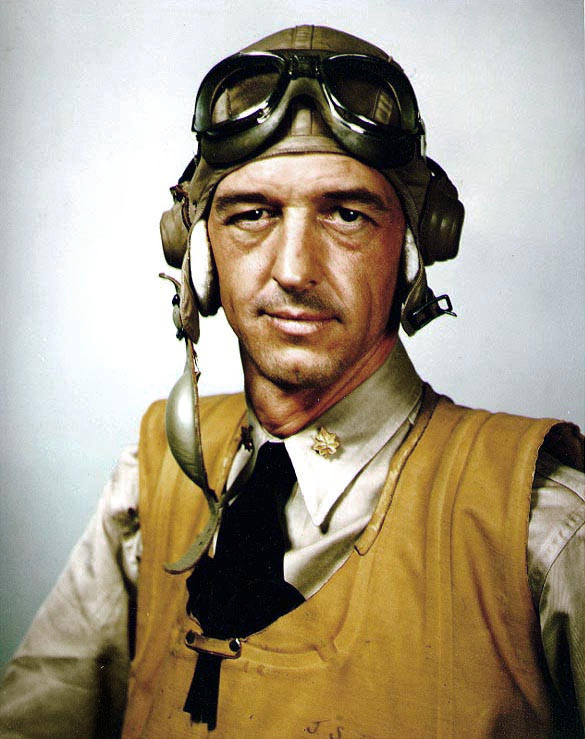
John Thach

Conforme el ejército norteamericano se aproximaba a Japón en aguas del Océano Pacífico, los estrategas militares japoneses comenzaron a utilizar distintas operaciones suicidas a gran escala para intentar detener su avance.
Al incrementarse las pérdidas debido a éstos ataques, El comandante John Thach desarrolló un sistema para hacer frente a los ataques de pilotos suicidas.
Thach, bajo el mando del Almirante Halsey y del almirante McCain como oficial de operaciones aéreas, desarrolló un plan en el cual se requería de la constante presencia de los Hellcat y Corsarios pintados en color azul sobre la flota en todo momento. Recomendó patrullas de combate aéreo más grandes lejos de los portaaviones, bombardeos sobre las pistas de despegue de las bases japonesas mediante el uso de bombas de acción retardada para hacer más difícil su reparación, una línea de avanzada compuesta de destructores y destructores escolta colocados a 50 o más millas del cuerpo principal de la flota para tener lecturas de radar anticipadas así como una mejor coordinación entre los oficiales a bordo de los portaaviones.
Este sistema dejaba vulnerables a los barcos de la avanzada, pero brindaba protección a los portaaviones y barcos de transporte.
Este sistema tuvo un efecto inmediato e incluso se asegura que gracias a esta táctica es que el ejército norteamericano pudo asegurar Mindoro, Filipinas.